# Бойден (Айова)
Бойден (англ. Boyden) — місто (англ. city) в США, в окрузі Сіу штату Айова. Населення — 701 особа (2020).

## Географія
Бойден розташований за координатами 43°11′20″ пн. ш. 96°0′11″ зх. д. / 43.18889° пн. ш. 96.00306° зх. д. (43.188951, -96.003063).  За даними Бюро перепису населення США в 2010 році місто мало площу 1,94 км², уся площа — суходіл. В 2017 році площа становила 1,77 км², уся площа — суходіл.

## Демографія
Згідно з переписом 2010 року, у місті мешкало 707 осіб у 279 домогосподарствах у складі 208 родин. Густота населення становила 364 особи/км².  Було 290 помешкань (149/км²).
Расовий склад населення:
| - 93,6 % — білих - 1,1 % — азіатів - 0,4 % — чорних або афроамериканців - 0,1 % — корінних американців - 3,5 % — осіб інших рас |

До двох чи більше рас належало 1,1 %. Частка іспаномовних становила 9,5 % від усіх жителів.
За віковим діапазоном населення розподілялося таким чином: 27,9 % — особи молодші 18 років, 55,3 % — особи у віці 18—64 років, 16,8 % — особи у віці 65 років та старші. Медіана віку мешканця становила 36,2 року. На 100 осіб жіночої статі у місті припадало 102,0 чоловіків;  на 100 жінок у віці від 18 років та старших — 95,4 чоловіків також старших 18 років.
Середній дохід на одне домашнє господарство  становив 55 853 долари США (медіана — 59 250), а середній дохід на одну сім'ю — 62 576 доларів (медіана — 63 409). Медіана доходів становила 46 833 долари для чоловіків та 33 250 доларів для жінок. За межею бідності перебувало 13,8 % осіб, у тому числі 26,5 % дітей у віці до 18 років та 8,4 % осіб у віці 65 років та старших.
Цивільне працевлаштоване населення становило 412 особи. Основні галузі зайнятості: виробництво — 24,8 %, освіта, охорона здоров'я та соціальна допомога — 20,9 %, роздрібна торгівля — 11,7 %, транспорт — 9,5 %.